# Parti croate de Slavonie et de Baranya
Le parti croate de Slavonie et de Baranja (Slavonsko-baranjska hrvatska stranka, S-BHS) est un parti politique régional en Croatie.

## Histoire
Le Parti croate de Slavonie et de Baranya (Slavonsko-baranjska hrvatska stranka - SBHS) est un parti régional qui a été fondé à Osijek le 12 décembre 1992. Lors de la seconde assemblée du parti qui se tint à Slavonski Brod le 27 avril 1996, les statuts du parti furent substantiellement modifiés et une nouvelle direction fut choisie. Lors de sa 3e assemblée (26 septembre 1998), le S-BHS décida de coopérer avec les partis sociaux- démocrates et régionaux. À la 4e assemblée du parti, les statuts du parti furent à nouveau substantiellement modifiés et une nouvelle direction fut élue. À cette occasion fut adopté un programme définissant la position définitive du parti sur ses orientations tant dans les régions de Slavonie et du Baranja qu'au niveau national.
Le S-BHS est un parti régional qui promeut à travers ses activités le développement global des régions de la Slavonie et du Baranya, la préservation de l'identité des habitants de ces deux régions et, plus particulièrement, le développement de la prise de conscience des besoins économiques, sociaux, nationaux, ethniques, culturels religieux et traditionnels, tant sur le plan individuel que régional. Il souhaite l'instauration d'un parlement régional qui aurait autorité sur les autorités militaires et les autorités administratives locales, l'égalité des citoyens, la liberté de conscience et de pratiquer sa religion, l'indépendance du système judiciaire, la liberté des médias, l'égalité entre les nations, la justice sociale, une activité politique strictement démocratique, l'économie de marché, le développement des zones rurales et la préservation de l'environnement.
Le nombre de ses adhérents (1997 : 2.850 ; 1999 : 2.850 ; 2002 : 1.984) et ses résultats électoraux (1995 : 1 député (0,78 %) ; 2000 : 1 député (0,66 %) ; 2003 ; 1 député (0,66 %)) sont restés très faibles mais stables dans le temps. 

## Le parti aujourd'hui
Le S-BHS est un parti politique actif dans les régions de Slavonie et du Baranja situées en Croatie orientale. Il dispose d'une direction centrale, de branches territoriales et d'organisations municipales.
À l'heure actuelle (début 2007), le S-BHS est dirigé par Damir Jurić. Le parti dispose de 1 député au parlement croate.